# داریا، الشوف
داریا (به عربی: داريا) یک منطقهٔ مسکونی در لبنان است که در شهرستان شوف واقع شده‌است.
 داریا   ۸۰۰ متر بالاتر از سطح دریا واقع شده‌است.